# Aaron Hill (acteur)
Pour les articles homonymes, voir Aaron Hill et Hill.
Aaron J. Hill (né le 23 avril 1983) est un acteur américain connu pour son rôle du « Brouteur » dans la série télévisée GRΣΣK.
Né à Santa Clara, Californie, il commença sa carrière d'acteur en 2001 avec un épisode de The Brothers Garcia (en). Depuis il a été vu dans Mad Men, Malcolm in the Middle, Gilmore Girls, Hannah Montana, CSI: Miami, Breaking Bad, How I Met Your Mother, et dans un rôle récurrent dans GRΣΣK.

## Filmographie

### Cinéma
- 2011 : Creature : Randy Parker
- 2015 : The Night Before de Jonathan Levine : Tommy Owens

### Télévision
- 2001 : The Brothers Garcia (en) : Chuck
- 2002 : Malcolm : George
- 2004 : Gilmore Girls : Kleebold
- 2007-2011 : Greek : Le Brouteur (Walter Boudreaux)
- 2007 : Mad Men : Carl Winters
- 2007 : Hannah Montana : Wayne
- 2008 : Breaking Bad : Jock
- 2008 : Les Experts : Miami : Andrew Brodsky
- 2010 : Los Angeles, police judiciaire : Patrick Scott
- 2011 : Esprits criminels : Jerry Holtz
- 2011 : How I Met Your Mother : La Raquette Gelée
- 2012 : Glee : Nick
- 2012 : NCIS : Los Angeles : Lieutenant Abernathy
- 2012 : Les Experts : Manhattan : Harlan Porter
- 2013 : Castle : Kurt Wilson
- 2013 : Franklin et Bash : Zach Harvin
- 2013 : Twisted : Eddie (policier)
- 2014 : NCIS : Enquêtes spéciales: Lieutenant William Blake Navy Seal
- 2015 : Nounou malgré elle : Dan
- 2016 : Supernatural (saison 11; épisode 01) : Mike Schneider[1]